# Фрегаты типа «Барбарос»
Фрегаты типа «Барбарос» — серия фрегатов ВМС Турции. Спроектированы в Германии и являются вариантом модульных военных кораблей MEKO, в данном случае MEKO 200. Два корабля были построены в Германии и два в Турции при содействии Германии. Они крупнее, чем фрегаты предыдущего типа «Явуз», а также имеют более высокую скорость благодаря использованию комбинированной двигательной установки CODOG вместо чистых дизелей.
Первые два корабля (F-244 и F-245) определены как подтип Barbaros (MEKO 200 TN Track II-A), а два последних (F-246 и F-247) — как подтип Salih Reis (MEKO 200 TN Track II-B).
Корабли подтипа Salih Reis оснащеныУВП Mk 41 на 8 ячеек и имеют большую длину, чем подтип Barbaros, для размещения в будущем Mk. 41 на 16 ячеек, в то время как корабли подтипа Barbaros, построены с зенитно-ракетным комплексом Mk 29 Sea Sparrow, который планируется заменить УВП Mk 41 на 8 ячеек.

## Проекты модернизации
Корабли подтипа Barbaros (F-244, F-245) получили вертикальную пусковую установку Mk 41, которая заменила устаревшую пусковую установку Mk 29 Sea Sparrow, а корабли подтипа Salih Reis (F-246, F-247) получили второй 8-контейнерный модуль Mk 41, который доводит общее количество ячеек УВП до 16. Кроме того, старые 3D-радары воздушного поиска AWS-9 на всех 4 кораблях были заменены современными РЛС Thales SMART-S Mk2. 
3 апреля 2018 года был подписан контракт между совместным предприятием ASELSAN–HAVELSAN и секретариатом оборонной промышленности (SSM) на модернизацию середины жизни этих фрегатов.   Проект включает в себя серьезную модернизацию, включающую новые системы вооружения, новую систему боевого управления, новые радары и средства обнаружения, замену существующей мачты интегрированной мачтой и другие обновления. В проект включены все 4 корабля. Ожидаемый год завершения проекта — 2025 год.  
Программа модернизации середины жизни предусматривает удвоение количества противокорабельных ракет, а также замену его противокорабельными ракетами местной разработки и производства, замену зенитных артиллерийских систем ближнего радиуса Oerlikon Sea Zenith на 1 Phalanx и 1 Aselsan Gokdeniz, замену существующей системы боевого управления TACTICOS на Havelsan «B-SYS Combat Management System» и установку 127-мм орудия. Наконец, против асимметричных угроз, с которыми могут столкнуться корабли, на фрегаты планируется интегрировать 2х2 пусковые установки L/UMTAS.  

## Состав серии
| Название               | В честь кого назван  | Верфь                   | Спущен          | В строю         |
| Подтип Барбарос        | Подтип Барбарос      | Подтип Барбарос         | Подтип Барбарос | Подтип Барбарос |
| ---------------------- | -------------------- | ----------------------- | --------------- | --------------- |
| TCG Barbaros (F-244)   | Хайреддин Барбаросса | Blohm & Voss, Гамбург   | 29.09.1993      | 23.05.1997      |
| TCG Oruçreis (F-245)   | Оруч-реис            | Верфь Гёльчюк, Коджаэли | 28.07.1994      | 23.05.1997      |
| Подтип Salih Reis      |                      |                         |                 |                 |
| TCG Salih Reis (F-246) | Салих-рейс           | Blohm & Voss, Гамбург   | 26.09.1997      | 22.07.1998      |
| TCG Kemalreis (F-247)  | Кемаль-рейс          | Верфь Гёльчюк, Коджаэли | 22.07.1998      | 08.06.2000      |

## Внешние ссылки
- The First Upgraded MEKO 200 Frigate Of Turkish Navy
- BARBAROS CLASS ( MEKO 200 Track II) (Turkey)